# Angel Bismark
Angel Bismark Curiel (Miami, 16 de outubro de 1995), é um ator americano. Ele é mais conhecido por interpretar Lil Papi em Pose.

## Filmografia

### Cinema
| Ano  | Título                | Papel                   | Notas          |
| ---- | --------------------- | ----------------------- | -------------- |
| 2016 | American Adrift       | Cameron Fernandez       |                |
| 2017 | Louie's Brother Peter | Zeke                    | Curta-metragem |
| 2018 | Night Comes On        | Jovem atendente de loja |                |
| 2018 | Monsters and Men      | Joshua                  |                |
| 2020 | Critical Thinking     | Rodelay Medina          |                |

### Televisão
| Ano       | Título                  | Papel    | Notas                  |
| --------- | ----------------------- | -------- | ---------------------- |
| 2018-2021 | Pose                    | Lil Papi | 26 episódios           |
| 2024      | American Horror Stories | Finn     | Episódio: "Leprechaun" |